# Tyra Dörum
Tyra Charlotta Dörum, född 2 juni 1878 i Hedvig Eleonora församling i Stockholm, död 8 april 1951 i Brännkyrka församling i Stockholm, var en svensk skådespelare. Hon var dotter till skådespelaren August Fredrik Dörum och från 1921 anställd vid Kungliga dramatiska teatern.
Tyra Dörum är begravd på Norra begravningsplatsen utanför Stockholm.

## Filmografi
- 1915 – Hämnaren
- 1919 – Hans nåds testamente
- 1920 – Karin Ingmarsdotter
- 1921 – De landsflyktige
- 1922 – Vem dömer
- 1923 – Mälarpirater
- 1923 – Hemslavinnor
- 1924 – Dan, tant och lilla fröken Söderlund
- 1925 – Karl XII
- 1925 – Karl XII del II
- 1929 – Rågens rike
- 1932 – Hans svåra stund
- 1934 – En stilla flirt
- 1935 – Grabbarna i 57:an

## Teater

### Roller (ej komplett)
| År   | Roll                                           | Produktion                                                  | Regi                    | Teater                                       |
| ---- | ---------------------------------------------- | ----------------------------------------------------------- | ----------------------- | -------------------------------------------- |
| 1898 | Anna, tjänsteflicka                            | Gurli Petrus Holmiensis                                     |                         | Dramatiska Teatern                           |
| 1900 | Juliette                                       | Zaza Pierre Berton och Charles Simon                        |                         | Dramatiska Teatern                           |
| 1903 | Blomstermånglerskan                            | Adam och Eva Eduard Jacobson, Leopold Ely och Adolph Ferron |                         | Olympiateatern                               |
| 1903 | Fru Vahlström                                  | Droskkuskens dotter                                         |                         | Olympiateatern                               |
| 1910 |                                                | Kamraterna August Strindberg                                |                         | Intima Teatern                               |
| 1910 | Adelaide                                       | Lili Hervé, Alfred Hennequin och Albert Millaud             |                         | Anna Norries sällskap                        |
| 1911 |                                                | Det ingen vet Theodor Wolff                                 | Emil Grandinson         | Intima teatern                               |
| 1911 | Kristin                                        | Jul August Strindberg                                       |                         | Intima teatern                               |
| 1912 | Mette                                          | Kärlek utan strumpor Johan Herman Wessel                    |                         | Intima teatern                               |
| 1912 | Madame Sörensen                                | Baldevins bröllop Vilhelm Krag                              |                         | Intima teatern                               |
| 1912 | Fru Dahlgren                                   | Aftonstjärnan Hjalmar Söderberg                             |                         | Intima teatern                               |
| 1912 |                                                | Fannys första stycke George Bernard Shaw                    | Gustaf Collijn          | Intima teatern                               |
| 1912 |                                                | Storken Hans Aanrud                                         |                         | Intima teatern                               |
| 1912 | Kate                                           | Drönaren Rutherford Mayne                                   | Emil Grandinson         | Intima teatern                               |
| 1912 |                                                | Moppy och Poppy Olaf Hansson                                | Emil Grandinson         | Intima teatern                               |
| 1913 | Fru Tollin                                     | Aldrig i livet Gustaf af Geijerstam                         | Emil Grandinson         | Intima teatern                               |
| 1913 | Fru Pontaubert                                 | En parisare Edmond Gondinet                                 | Knut Michaelson         | Intima teatern                               |
| 1913 | Laura, tjänsteflicka hos Krumbaks              | Simpson och Delila Sven Lange                               | Emil Grandinson         | Intima teatern                               |
| 1913 |                                                | Positivhataren August Blanche                               | Knut Michaelson         | Intima teatern                               |
| 1914 | Lady Dedmond                                   | Jagad John Galsworthy                                       | Emil Grandinson         | Intima teatern                               |
| 1914 | Fru Deridder                                   | En butiksfröken Frantz Fonson och Ferdinand Wickeler        | Gustaf Collijn          | Intima teatern                               |
| 1914 | Jungfru Jensen                                 | Lilla Eva Olga Ott                                          | Einar Fröberg           | Intima teatern                               |
| 1914 | Modern                                         | Leka med elden August Strindberg                            | Emil Grandinson         | Intima teatern                               |
| 1914 | Mor Jansson                                    | Arabia land Anna Maria Roos                                 |                         | Intima teatern                               |
| 1915 | Fru Lapkin                                     | Attentatet Leo Birinski                                     | Emil Grandinson         | Intima teatern                               |
| 1915 | Quickly                                        | Muntra fruarna i Windsor William Shakespeare                | Emil Grandinson         | Intima teatern                               |
| 1915 | Ancke                                          | Den politiske kannstöparen Ludvig Holberg                   | Einar Fröberg           | Intima teatern                               |
| 1915 | Petersen                                       | Erotik Gustav Wied                                          | Einar Fröberg           | Intima teatern                               |
| 1915 | Fru Buschman                                   | Äktenskapets förskola Otto Erich Hartleben                  | Einar Fröberg           | Intima teatern                               |
| 1915 | Magdelone                                      | Julstugan Ludvig Holberg                                    | Einar Fröberg           | Intima teatern                               |
| 1915 | Fru Roland                                     | Moral Ludwig Thoma                                          | Einar Fröberg           | Intima teatern                               |
| 1916 | Fru Blümeke                                    | Generalrepetition på ett dyrbart liv Harry Vosberg          | Albin Lavén             | Intima teatern                               |
| 1916 | Seraphine                                      | Prinsessan och hela världen Edgard Høyer                    | Einar Fröberg           | Intima teatern                               |
| 1916 | Bertha Hägg                                    | Takrännan Gustaf Collijn                                    | Gustaf Collijn          | Intima teatern                               |
| 1917 | Margrethe                                      | Fädernesland Einar Christiansen                             | Einar Fröberg           | Intima teatern                               |
| 1917 | Rose Beckmeyer                                 | Stövlett-Kathrine Dikken von der Lyhe Zernichow             | Einar Fröberg           | Intima teatern                               |
| 1917 | Dona Socorro                                   | Socorros inackorderingar Miguel Ramos Carrión och Vital Aza | Einar Fröberg           | Intima teatern                               |
| 1917 | Fru Norman                                     | Adlig ungdom Algot Ruhe                                     | Rune Carlsten           | Intima teatern                               |
| 1917 | Majorskan Pratmeijer                           | Kapten Puff eller Storprataren Olof Kexél                   | Rune Carlsten           | Intima teatern                               |
| 1917 | Magdelone                                      | Pernillas korta frökentid Ludvig Holberg                    | Rune Carlsten           | Intima teatern                               |
| 1918 | Kerstin                                        | Ljunghuset Nils Wilhelm Lund                                | Einar Fröberg           | Intima teatern                               |
| 1918 | Fru Bording                                    | Under lagen Edvard Brandes                                  | Einar Fröberg           | Intima teatern                               |
| 1918 | Madame Sörensen                                | Baldevins bröllop Vilhelm Krag                              |                         | Intima teatern                               |
| 1918 | Fru Haines                                     | Fröken X, Box 1742 Cyril Harcourt                           | Albert Ståhl            | Djurgårdsteatern                             |
| 1919 | Rasmine                                        | Nöddebo prästgård Elith Reumert                             | Josua Bengtson          | Intima teatern                               |
| 1919 | Antoinette                                     | En gammal ungkarls moral William J. Locke                   | Albert Ståhl            | Intima teatern                               |
| 1920 | Anne Kannstöparen                              | Barnsölet Ludvig Holberg                                    | Rune Carlsten           | Intima teatern                               |
| 1920 | Fru Badger                                     | Damen i skärt Gertrude E. Jennings                          |                         | Djurgårdsteatern Flyttad till Intima teatern |
| 1920 | Miss Montmorency                               | Änkleken W. Somerset Maugham                                | Rune Carlsten           | Intima teatern                               |
| 1920 | Änkefru Truelsen                               | 2 X 2=5 Gustav Wied                                         |                         | Intima teatern                               |
| 1921 | Marie                                          | Nju Osip Dymov                                              | Rune Carlsten           | Intima teatern                               |
| 1921 | Gumman                                         | Dödsdansen August Strindberg                                | Gustaf Linden           | Dramaten                                     |
| 1922 | Eugènie                                        | Den leende fru Madeleine André Obey och Denys Amiel         | Olof Molander           | Dramaten                                     |
| 1922 | Lovisa                                         | Andras affärer Gustaf af Geijerstam                         | Gustaf Linden           | Dramaten                                     |
| 1922 | Tant Ottilia                                   | Peter Peter Curt Goetz                                      | Karl Hedberg            | Dramaten                                     |
| 1922 | Fru Bonivard                                   | Duvals skilsmässa Alexandre Bisson och Antony Mars          | Gustaf Linden           | Dramaten                                     |
| 1922 | Tant Bina                                      | Herr Sleeman kommer Hjalmar Bergman                         | Olof Molander           | Dramaten                                     |
| 1923 | Konsulinnan Pottman                            | Sköldpaddskammen Richard Kessler                            | Karl Hedberg            | Dramaten                                     |
| 1923 | Stine Fru Solberg                              | Föräldrar Otto Benzon                                       | Olof Molander           | Dramaten                                     |
| 1924 | Miss Prism                                     | Mister Ernest Oscar Wilde                                   | Gustaf Linden           | Dramaten                                     |
| 1924 | Damen i violett                                | Knock Jules Romains                                         | Karl Hedberg            | Dramaten                                     |
| 1927 | Baronessan                                     | Doktor Mirakel Robert de Flers och Franois de Croisset      | Karl Hedberg            | Dramaten                                     |
| 1928 | Gumman                                         | Hoppla, vi lever! Ernst Toller                              | Per Lindberg            | Dramaten                                     |
| 1928 | Fru Marosi                                     | Försvarsadvokaten Ferenc Molnar                             | Karl Hedberg            | Dramaten                                     |
| 1929 | Félicie                                        | Den oemotståndlige Jean Sarment                             | Olof Molander           | Dramaten                                     |
| 1929 | Fru Patchkofer                                 | Siegfried Jean Giraudoux                                    | Olof Molander           | Dramaten                                     |
| 1929 | Fru Chartrain                                  | Äventyret Gaston Arman de Caillavet och Robert de Flers     | Karl Hedberg            | Dramaten                                     |
| 1930 | Baronessan Pitart-Vergniolles                  | Topaze Marcel Pagnol                                        | Gustaf Linden           | Dramaten                                     |
| 1931 | Kate Trent                                     | Ungkarlspappan Edward Childs Carpenter                      | Olof Molander           | Dramaten                                     |
| 1931 | Mrs Bennet                                     | Känslornas marknad Roger Ferdinand                          | Gustaf Linden Ivar Kåge | Dramaten                                     |
| 1931 | Första halvgamla damen                         | Jag har varit en tjuv! Sigfrid Siwertz                      | Olof Molander           | Dramaten                                     |
| 1931 | Mrs Cluppins                                   | Pickwick-klubben František Langer efter Charles Dickens     | Olof Molander           | Dramaten                                     |
| 1932 | Nastenka                                       | Revisorn Nikolaj Gogol                                      | Alf Sjöberg             | Dramaten                                     |
| 1932 | En fet ängel Rösten i kyffet Första städerskan | Guds gröna ängar Marc Connelly                              | Olof Molander           | Dramaten                                     |
| 1933 | Kyrkvaktarens hustru                           | Mäster Olof August Strindberg                               | Olof Molander           | Dramaten                                     |
| 1935 | Fru Tillberg Fru Åvik                          | Kvartetten som sprängdes Birger Sjöberg                     | Rune Carlsten           | Dramaten                                     |
| 1935 | Norah                                          | Ljuva ungdomstid Eugene O'Neill                             | Rune Carlsten           | Dramaten                                     |
| 1936 | En sköterska                                   | Hittebarnet August Blanche                                  | Rune Carlsten           | Dramaten                                     |
| 1937 | Alva Olander                                   | Skönhet Sigfrid Siwertz                                     | Alf Sjöberg             | Dramaten                                     |
| 1937 | Fröken Funk                                    | Eva gör sin barnplikt Kjeld Abell                           | Rune Carlsten           | Dramaten                                     |